# Oblicza Nowego Jorku
Oblicza Nowego Jorku lub Ulice Nowego Jorku (ang. New York Undercover, znany również jako Uptown Undercover, 1994-1998) – amerykański serial kryminalny stworzony przez Kevina Arkadiego i Dicka Wolfa. Wyprodukowany przez Cry Wolf, Universal Television i Wolf Films.

## Emisja
Premiera serialu w Stanach Zjednoczonych miała miejsce 8 września 1994 r. na antenie Fox. Ostatni odcinek serialu wyemitowano 25 czerwca 1998 r. W Polsce serial nadawany był na nieistniejącym już kanale RTL 7.

## Opis fabuły
Serial opisuje perypetie dwóch detektywów z Nowego Jorku, Juliusa Clarence'a „J.C.” Williamsa (Malik Yoba) i Eduarda „Eddie” Torresa (Michael DeLorenzo), którzy zostają przydzieleni do zbadania różnych przestępstw i spraw związanych z gangami.

## Obsada
Na podstawie informacji portalu filmowego IMDb.com:
- Malik Yoba jako detektyw Julius Clarence „J.C.” Williams (wszystkie 89 odcinków)
- Michael DeLorenzo jako detektyw Eduardo „Eddie” Torres (sezony 1-3: 76 odcinków)
- Patti D'Arbanville-Quinn jako porucznik Virginia Cooper (sezony 1-3: 76 odcinków)
- Lauren Velez jako detektyw Nina Moreno-Torres (sezony 2-4: 64 odcinki)
- Jonathan LaPaglia jako detektyw Tommy McNamara (sezon 3: 24 odcinki)
- Marisa Ryan jako detektyw Nell Delaney (sezon 4: 13 odcinków)
- Josh Hopkins jako detektyw Alec Stone (sezon 4: 13 odcinków)
- Thomas Mikal Ford jako porucznik Malcolm Barker (sezon 4: 13 odcinków)
- George Gore II jako Gregory „G” Williams (39 odcinków)
- Fatima Faloye jako Chantal Tierney (26 odcinków)
- Lee Wong jako M.E. Wong (25 odcinków)
- José Pérez jako Mike Torres (17 odcinków)
- Frank Pellegrino jako detektyw Ricciarelli (16 odcinków)
- Michael Michele jako Sandra (12 odcinków)
- Jon M. McDonnell jako detektyw Sweitek (9 odcinków)
- James McCaffrey jako kpt. Arthur O'Byrne (7 odcinków)
- Victor Colicchio jako „Slick” Rick (7 odcinków)
- Jim Moody jako „Old School” (7 odcinków)
- Lisa Vidal jako Carmen (6 odcinków)
- Naomi Campbell jako Simone (6 odcinków)
- Joe Lisi jako szef policji (5 odcinków)
- John Costelloe jako John Santucci (5 odcinków)
- José Zúñiga jako Jimmy Torres (5 odcinków)
- N'Bushe Wright jako Carol (5 odcinków)
- Elizabeth Rodriguez jako Gina (5 odcinków)
- Michelle Hurd jako zastępca prokuratora okręgowego Reynolds (5 odcinków)
- Carol Shaya jako oficer policji (5 odcinków)